# Vincle professional
El vincle professional és el la relació afectiva que s'estableix entre dues o més persones en un context de relació laboral. El vincle afectiu és una de les necessitats bàsiques que necessiten les persones per poder-se desenvolupar, mentre que la relació laboral és la que s'estableix entre una persona que presta un servei i la entitat en la qual aquesta persona presta aquest servei. En una relació laboral tan el treballador com l'empresari tenen uns drets i unes obligacions.

## Drets dels treballadors
- Dret a l'ocupació efectiva durant la jornada laboral.
- Dret a la negociació col·lectiva i a poder participar en un sindicat per elaborar un conveni col·lectiu.
- Dret a l'adopció de mesures de conflicte col·lectiu per defensar els interessos col·lectius dels treballadors
- Dret a fer vaga per defensar els seus interessos.
- Dret a la reunió. El treballador es pot reunir amb altres treballadors o amb l'empresa dins de l'empresa i es manifesta a les assemblees de treballadors i a l'acció dels membres de seccions sindicals.
- Dret d'informació, consulta i participació de l'empresa.

## Deures del treballador
- Complir amb las obligacions concretes del lloc de treball seguint els principis de la bona fe i diligencia.
- Complir las mesures de higiene i seguretat vetllant tant per la nostre seguretat com per la seguretat dels altres treballadors..
- Fer tot el que et diu l'empresari i l'equip directiu. Un treballador només es pot negar a complir les ordres de l'empresari quan es tracti d'un acte il·legal o que posi en risc la seguretat dels altres treballadors.
- No fer la competència a una altra empresa, és a dir si tu fas una feina concreta en una empresa tu no pots anar en un altre empresa i fer la mateixa feia.
- Contribuir a millorar la productivitat
- Complir les obligacions del contracte del treball (respectar horaris, seguir les normes de l'empresa, etc.)

## Drets de l'empresari
- Poder de direcció: té el dret de donar ordres sobre com s'ha d'executar el treball, el que ha de fer cada treballador, etc, segons les necessitats de l'empresa o el que li convingui a l'empresari
- Poder de variació: segons l'organització i les necessitats de l'empresa l'empresari podrà fer canvis en l'organització de treball, en els horaris dels treballadors, el la metodologia de treball, etc.
- Poder sancionador: l'empresari o la direcció de l'empresa per tal de controla que els treballadors treballen correctament; podrà sancionar els treballadors de l'empresa que no compleixin amb les seves obligacions acordades amb el conveni. Un de les sancions més comunes és la suspensió temporal de la feina i sou. És a dir el treballador va a treballar a l'empresa i l'empresari tampoc li paga el salari. La sanció més dràstica seria l'acomiadament que suposa el fi del contracte laboral.

## Deures de l'empresari
- Deures professionals: tracte igualitari a tots els treballadors de l'empresa independentment de la seva categoria professional. És a dir un empresari no pot discriminar un treballador perquè estigui a la categoria professional més baixa. També té l'obligació la promoció i l'ascens laboral si un treballador ho aspira i hi ha la vacant.
- Deures morals i o ètics: respecte a la intimitat i a la dignitat del treballador
- Deures físics: adequa la política de seguretat i higiene de treball
- Deures econòmics: pagar el salari i la quota de la seguretat social.

## Treball social
És una feina que es basa en promoure el canvi el desenvolupament i la cohesió social. Es basa en els principis de justicia social, drets humans, responsabilitat col·lectiva i respecte a la diversitat.
El vincle professional aporta una base segura per a la intervenció social.
Les funcions del treballador social són:
- Facilitat informació i contacte social sobre els recursos socio-econòmics a les persones que es troben se situació de vulnerabilitat. És a dir informar a una persona amb discapacitat sobre quines ajudes socials de l'ajuntament es pot beneficiar.
- Conèixer, gestionar i promocionar els recursos ja existents ...persones ho podrien utilitzar properament i als professional que treballin amb elles.
- Ajudar, capacitar i motivar en la gent perquè puguin aportar i participar en la societat.
- Organitzar i capacitar la població amb la finalitat que puguin motivar-se a la participació social.
- Dissenyar activitats i estratègies per tal que la comunitat hi pugui intervenir de manera individual grupal i comunitària.

Una part fonamental del treball social consisteix en treballar el vincle afectiu en les persones i les seves relacions afectives. Aquesta feina consisteix en tractar amb persones que necessiten algú amb empatia que entengui la seva situació i les seves cultats i que sàpiga com pot atendre-la i ajudar-la a super-les. Que entengui que es lo que pensa que com se sent perquè es troba en aquesta situació. No una persona que tingui prejudicis i pensi si l'altre persona es troba en aquesta situació és perquè s'ho ha buscat.
Un vincle professional seria la relació que s'estableix entre un usuari que possiblement que es trobi en situació de vulnerabilitat i un professional que tractarà d'ajudar-lo per tal de tractar el seu problema i ajudar-lo a inserir-se a la societat i es pugui desenvolupar a la societat.
Un exemple de vincle professional seria la relació entre un treballador social d'un ajuntament i un refugiat que acaba d'arribar fa pocs dies.
Es tracta d'una relació professional en la qual s'estableixen uns objectius. Hi ha d'haver un compromís per part del professional a ajudar-lo i respectar els drets de l'usuari però l'usuari també s'ha de comprometre a respectar uns drets.